# Kadiewo
Kadiewo (bułg. Кадиево) – wieś w południowej Bułgarii, w obwodzie Płowdiw, w gminie Rodopi.